# 9056 Piskunov
A 9056 Piskunov (ideiglenes jelöléssel 1992 EQ14) a Naprendszer kisbolygóövében található aszteroida. Az UESAC projekt keretében fedezték fel 1992. március 1-én.